# 朝貢
朝貢（ちょうこう）は、皇帝に対して周辺諸国（朝貢国）が貢物を献上し、皇帝側は恩恵として返礼品をもたせて帰国させることで外交秩序を築くもので、使節（朝貢使）による単なる儀礼的外交にとどまらず、随行する商人による経済実体（朝貢貿易）を伴うこともあり経済秩序としての性格を帯びることもある。

## 東アジア
朝貢は、主に前近代の中国を中心とした貿易の形態。中国の皇帝に対して周辺国の君主が貢物を捧げ、これに対して皇帝側が確かに君主であると認めて恩賜を与えるという形式を持って成立する。なお、周辺国が貢物を捧げることを進貢（しんこう）、皇帝がその貢物を受け入れることを入貢（にゅうこう）という。
朝貢の「朝」は、陰暦の毎月16日の早朝に行われる皇帝との朝礼に、手土産として朝礼に参加することからが由来とされる。
なお、外交使節が相手国との物品の贈与を通じてお互いの関係を確認しあい外交儀礼・政治的行為である「朝貢」と朝貢のために訪れた外交使節が相手国内で行う純粋な経済的行為としての貿易である「朝貢貿易」は、その性格上区別して考える必要がある。また、後者の全てを朝貢と結びつけるのは問題があるとして、史料に基づいた「蕃客交易」や「公使貿易」と呼び方を改めるべきとする見解もある。

### 中国
王化思想を基調として周辺諸国の夷狄たちが、「中国の徳を慕って」朝貢を行い、これに対して回賜を与えるという形式である。朝貢国は、中華王朝に対して貢物を献上し、中華王朝は貢物の数倍から数十倍の宝物を下賜する。経済的に見ると、朝貢は受ける側にとって非常に不利な貿易形態である。
四夷から朝貢を受けることは皇帝の徳を示すことと見なされ、内外に向けて政権の正統性を示すことができるので、朝貢には莫大な費用がかかるにもかかわらず歴代中国政権は朝貢を歓迎してきた。
これには周辺異民族と敵対して多額の防衛費や軍事費を負担するよりも、朝貢を受けて回賜を与えたほうが安上がりであるという現実もあった。仮に周辺の異民族を討伐して支配下に置いたとしても、生産性の低い地域に支配領域を広げるだけであり、税収よりも軍事支配のためのコストのほうが上回る。つまり朝貢は中国政権にとって経済的に優れた安全保障システムでもあった。朝貢国にとっても、自分のみが正式な王であることを認められる上に、通常は貢物に対して数倍の価値の回賜が与えられたため大きい利益があった。また朝貢に来る使節の人員に対しても多額の褒賞金が与えられたために、経済不振になった中国王朝では費用削減のために朝貢の回数を制限することもあった。
冊封により中国王朝の臣下となった冊封国は原則的に毎年の朝貢の義務があるが、冊封を受けていない国でも朝貢自体は行うことが出来た。例えば遣唐使を送っていた当時の日本では日本側は「中国と対等貿易を行っていた」とし、中国側は「遠国である事に鑑み、毎年の朝貢の義務を免じた」としている。
漢字文化圏に包含された冊封国からの朝貢は経済的な利益にとどまらず、書物の購入、情報の入手など、社会・文化的な利益も伴った。
しかし宋代においてこのシステムは破綻する。遼に対しては辛うじて上位にたって中華王朝としての面目を保ったものの、新興金に対しては宋王朝のほうが下位で貢物を差し出す事となった（貢物を受け取る側が貢物を超える回賜ができなかったとも言える）。
元代においては朝貢と言った形式はなかったが、明になると再び朝貢形式が採られた。鄭和の大遠征により、多数の国々からの朝貢を受けることになった。しかし回賜の経費が莫大であったことから、その後に明は朝貢制限へと方針転換し、明の成化10年（1474年）には2年に一貢となり、朝貢一行も100人以下と厳命される。
清と朝貢国は「属邦自主」の原則にあり、朝貢国の内政・外交を清が直接支配はしなかったが、属国と上国という上下の秩序にあり、朝鮮・琉球・ベトナム（阮朝）・タイ王国・ビルマ（コンバウン朝）・ネパール・イスラーム諸国の朝貢国の君主が清と主従関係を結んだ。ヨーロッパに対しても、朝貢感覚で貿易を継続しようとしたが、ヨーロッパ諸国に傲慢な態度として憎まれ、結果、アヘン戦争などが勃発し、逆に中国が半植民地化する要因となった。さらに琉球処分及び清仏戦争や日清戦争における清の敗北により、李氏朝鮮や阮朝、琉球王国からの朝貢も終了した。これ以降、朝貢という形式での対外関係は消滅した。これについて黄文雄は、「長い間、東亜世界の天朝朝貢秩序を主宰してきた大清帝国でさえ、アヘン戦争以後は老大国の脆弱性が表面化して衰亡の道を転げ落ちていった。宗主国の清国でさえこの有り様であるから、その属国・朝鮮も『洋擾』を免れることはできなかった」と評している。

### 日本

#### 古代
- 対中国

後漢の代より倭国からの朝貢が記録に残る。倭の五王が日本列島の支配者にして朝鮮半島南部の徴発権、軍事指揮権、裁判権を持つ指導者として認可され、中国の南朝に対して断続的に朝貢を続けていた。これは朝鮮半島における支配権を中華秩序の中で承認して貰う（百済は南朝、高句麗は北朝に朝貢している）為である。倭王武は「使持節都督倭・百済・新羅・任那・加羅・秦韓・慕韓七国諸軍事安東大将軍倭国王」と称し、南朝による叙任を求めたが、南朝は「使持節都督倭・新羅・任那・加羅・秦韓・慕韓六国諸軍事」に叙任する（南朝が冊封した百済が省かれている）。これは南朝が朝鮮半島南部の徴発権、軍事指揮権、裁判権は倭国にあると認めた事を意味した。
中国の南北朝時代は、北朝の隋による統一で終焉する。それに従い倭も隋に使者を派遣（遣隋使）するが、国書を携えずに遣使した。二度目の遣隋使において、倭王阿毎多利思比孤は「天子の国書」を送って隋の煬帝を激怒させた。
遣唐使の時代には、日本の側の君主は「天皇」を既に公称しており「唐の皇帝と対等の立場で貿易を行っていた」とされる。しかし、天平7年（735年）に唐の玄宗が帰国する遣唐副使中臣名代に託したとされる天皇宛の勅書（執筆者は張九齢とされる）の宛名は「日本国王主明楽美御徳」となっていることから、日本が唐に対する国書では「国王」を称していたとする説がある（主明楽美御徳＝スメラミコトと考えられるため、日本が唐に対して「天皇」を称していたのであれば同義語を重ねる不自然な文言になってしまう）。また、天平勝宝5年（753年）の朝賀において、日本が新羅と席次を争い、日本側の言い分を通した事件があり、少なくとも唐からは新羅同様の朝貢国とみなされていた事がわかる。唐から朝貢国として扱われている事実は、日本側でも周知の事であった。しかしながら冊封国である突厥や渤海が同様に席次を争った事例では、唐は要求を却下しており、日本は他国よりは上位とみなされていた。
隋の統一以降、中国の冊封体制に加わることはなかった。五代十国の呉越や、北宋・南宋とも交流があったが、日本の王を自称する藤原氏や平氏などの日本の有力者、中国の民間の商人によるものであり、正式な国家交流ではなかった。呉越国は国交を求めたが、かつて「唐と対等に国交を結んでいた」日本側より拒否されている。
なお、江戸時代に編纂された『大日本史』の論賛では『後漢書』以降の中国正史にある朝貢の記事は全て虚偽の記述か偽使によるものとして、史実として否定した。だが、天明年間に『後漢書』の記事を裏付ける漢委奴国王印が発見されたことでその主張が覆された。なお、論賛は徳川光圀の没後に安積澹泊によって書かれたものとされ、水戸藩彰考館内部でも論賛そのものの必要性について意見の対立があり後に『大日本史』本文からは削除されている。
- 中国以外

7世紀中頃に、朝鮮の済州島に古代から中世にかけて存在した王国である耽羅国が、唐の侵攻を恐れて日本に朝貢したと『日本書紀』に記されている。
渤海との貿易においては、渤海の側が日本に対して渤海使を派遣し、渤海側は日本に対し「朝貢」をした。当時の日本の国力では、毎年の「朝貢」に対して回賜を行う能力は無く、天長元年（824年）に、渤海に対して使者派遣の間隔を12年に1度にするという制限が設けられた。日本海沿岸諸国にこの制限を通達した文書には、「小の大に事へること、上の下を待すること、年期・礼数、限り無かるべからず」と、大国が小国との交渉に制限をつけるのは当然のことだと、かなり高圧的に述べている。

#### 中世
倭寇に悩まされる明は、日本側に有利な朝貢関係の設定と引き換えに倭寇を取り締まらせようとする。日本の南北朝期に九州に南朝派政権を構えていた懐良親王が「日本国王良懐」として明に朝貢を行う。その後室町幕府3代将軍の足利義満が明朝に対して使節を派遣して「日本国王」に冊封される。以後、外交文書に使用して日明貿易（勘合貿易）を開始。父の名目的対明臣従路線を嫌った4代将軍足利義持による一時的な停止はあったものの日本側に有利な下賜による利益は捨てがたく、6代将軍義教により再開され、以降室町時代を通じて行われた。足利義政は貢物の献上を省略し、一方的な銅銭の下賜を求めたが、これは一度認められた。

#### 近世
室町幕府の弱体化により、大内氏などの大名により勘合貿易が継続される。安土桃山時代には、豊臣秀吉の朝鮮出兵（文禄・慶長の役）が行われ、日明関係は断絶。江戸時代には一応関係は修復されるが、江戸幕府は朝鮮とは国交を結んだものの、明とは正式に国交を結ばず、民間交流レベルの貿易や、薩摩に制圧された琉球王国を通しての間接的な関係となった。徳川将軍は朝鮮に対して「日本国大君」と称して国交を結んだ。「大君」の称号は、朝鮮では王ではなく王子の嫡子を意味する称号であったためであり、徳川家宣の時代には一時期「日本国王」と称したこともあったが、徳川吉宗の時代には元の「日本国大君」に戻された。

#### 備考
- 『礼記正義』には、「毎年、諸侯（諸王）は天子（皇帝）の元に大夫を派遣し、3年ごとに卿（王の下、執政を行う大臣）を派遣し、5年ごとに諸侯自らが朝貢する」と記され、大夫派遣を「小聘（へい）」、卿派遣を「大聘」というとする。これに従うなら、卑弥呼が諸侯で、その弟が卿に当たるが、邪馬台国とそれ以前の倭王は大夫しか送っておらず（『魏志倭人伝』）、邪馬台国において諸侯自らが朝貢したという記録はない。
- 奈良時代の日本側は唐から派遣された使者を伴って帰国することを嫌がった（後述書 p.90）。理由として、日本の律令では、唐も新羅などと同様に外蕃、すなわち中華帝国の周辺にあって、これに従属する国・地域としていたためである（後述書。日本を「中国」と称する記述は、『続日本紀』文武天皇3年7月19日条にも見られる）。唐の律令では、逆に、唐が中華であり、周辺国が外蕃という前提に作られているが、その姿勢を日本はそのまま導入して、大宝・養老律令という形で編纂したために、唐も外蕃の一つとなってしまった（後述書 p.90）。ところが現実問題として、日本は唐に朝貢していたため、外交上は唐を格上と認めていたことになるが、それを理解していたのは、政府上層部くらいであり、実感があったのは大陸に渡った使者程度である（後述書 p92）。そこで問題となったのは、唐の使者に対する応接の仕方であり、天皇が御座から降りて北面して、唐皇帝の代理である使者が南面になって、相対することが強要されることであった（後述書 p.93）。天皇が北面した例としては、聖武天皇が東大寺の大仏に対して北面した例があるが、これは聖武天皇が「三宝の奴」を自認していたためである（後述書 p.93）。『旧唐書』にも、「使者を送ったが、倭の王子と礼を争い、とうとう使命を述べずに帰国してしまった」とあり、すでに前例があったとみられ、以降、日本側が面倒になることを嫌がったとみられる（後述書 p.94）。しかし、宝亀10年（779年）に至り、議論はあったものの、「天皇の降座やむなし」という見解が勝利を収めた[10]。
- 律令法にある関市令には、貿易によって国外への持ち出しを禁じた商品の明細が記載されている。唐では錦・綾・羅・繍・織成・紬・絲絹・絲布・犛牛尾・真珠・金・銀・鉄の輸出は全面的もしくは一部方面に対する輸出が禁じられている。それらの中には軍事的な理由などで禁じられたものもあったが、最大の理由としては朝貢の回賜品として朝貢国に下賜する商品であったからと考えられている。つまり、政治的行為である朝貢を行った国のみが入手を許された品物であり、朝貢貿易を含めて経済的行為によって外国に流れることを阻止する必要があったのである（通常の貿易で手に入らなければそれらの価値が高まり、朝貢を促す動機にもなる）[11]。

### 朝鮮
- 対中国

朝鮮では紀元前3世紀頃、前漢初期に衛氏朝鮮が朝貢して以来、1895年に日清戦争で日本が清を破り、下関条約によって朝鮮を独立国と認めさせるまで、ほぼ一貫して中国の朝貢国であった。
高句麗の故国原王十二年に燕の大軍が鴨緑江流域を攻めて高句麗の都を占領し、王陵を暴き多数の財宝と男女五万余人を捕えて帰り、高句麗に絶大な打撃を与えた。この事件によって高句麗の西進は停止し、以後、高句麗は鮮卑の慕容氏の燕をはじめとして胡人の国家に朝貢することになった。
百済は早くから中国江南政権に朝貢しており、建康に都を置いた国家に朝貢使節を送って冊封を受けていた。百済最後の王・義慈王の墓は、江南政権の呉と陳の各々最後の君主だった孫皓と陳叔宝の傍らに作られている。孫皓と陳叔宝の降伏後、中国は西晋、隋において統一されたが、江南政権と関係の深かった百済最後の王を江南政権最後の君主（中国統一後に洛陽北邙山に葬られた）の傍らに葬ることで、唐は西晋や隋に続く天下統一をアピールしようとした。
吉田光男は、「清との関係で言えば、初めは朝鮮は屈辱的な関係を強いられます。それまで明と安定的な関係を保っていましたが、南からの日本の攻撃による傷跡が癒えるまもなく、満洲族が興した清が北から攻めてきます。そして漢城陥落。国王は降伏の儀式を行わされ服従を誓わされます。それ以上に屈辱的だったことは、それまで野人と言って野蛮視していた満洲族の下に組み込まれたことでした。にも拘わらず、500回にも及ぶ使節を派遣する、しかも朝貢するというカタチで。心中は認めたくない、でもカタチとしては認める、そうしないと朝鮮の独立が保てない、といった苦衷を秘めながら。ところが100年も経つと、だいぶ認識が変わってきます。確かに支配者は変わったけれど、中国そのものは変わっていない。文化的には却って中華文明によって支配されている、というように。そして国内的にも、清朝から冊封されるということは正統な王朝であると国民が納得できる」と評している。
李氏朝鮮は、金・銀・紙幣・礼服・絹に加えて、四書五経・雅楽に使用する楽器まで下賜されている。
中国で刊行された総合的中朝関係史である中朝関係通史編写組編『中朝関係通史』（吉林人民出版社、1996年）は、百済が隋に10回、陳に2回、新羅が隋に6回の計18回の朝貢使節を派遣したことに関して、「高句麗は中国の少数民族の国だからここには記さない」と記述している。
- 対日本

江戸時代、江戸幕府は朝鮮通信使を朝貢使節として扱っていた。

## 西アジア
アケメネス朝ペルシア帝国にも属国との間に朝貢関係があり、メディア、バクトリア、パルティア、サカ、カッパドキア、インド、アラビア、エチオピアなど20を超す民族の朝貢使がペルセポリスを訪れた。世界遺産であるペルセポリス遺跡のアパダーナ（謁見の間）の東壁面には23人の使節がペルシャ王に謁見する様子が描かれている。

## 関連文献
- 濱下武志『朝貢システムと近代アジア』岩波書店、1997年。